# تاریک‌خانه

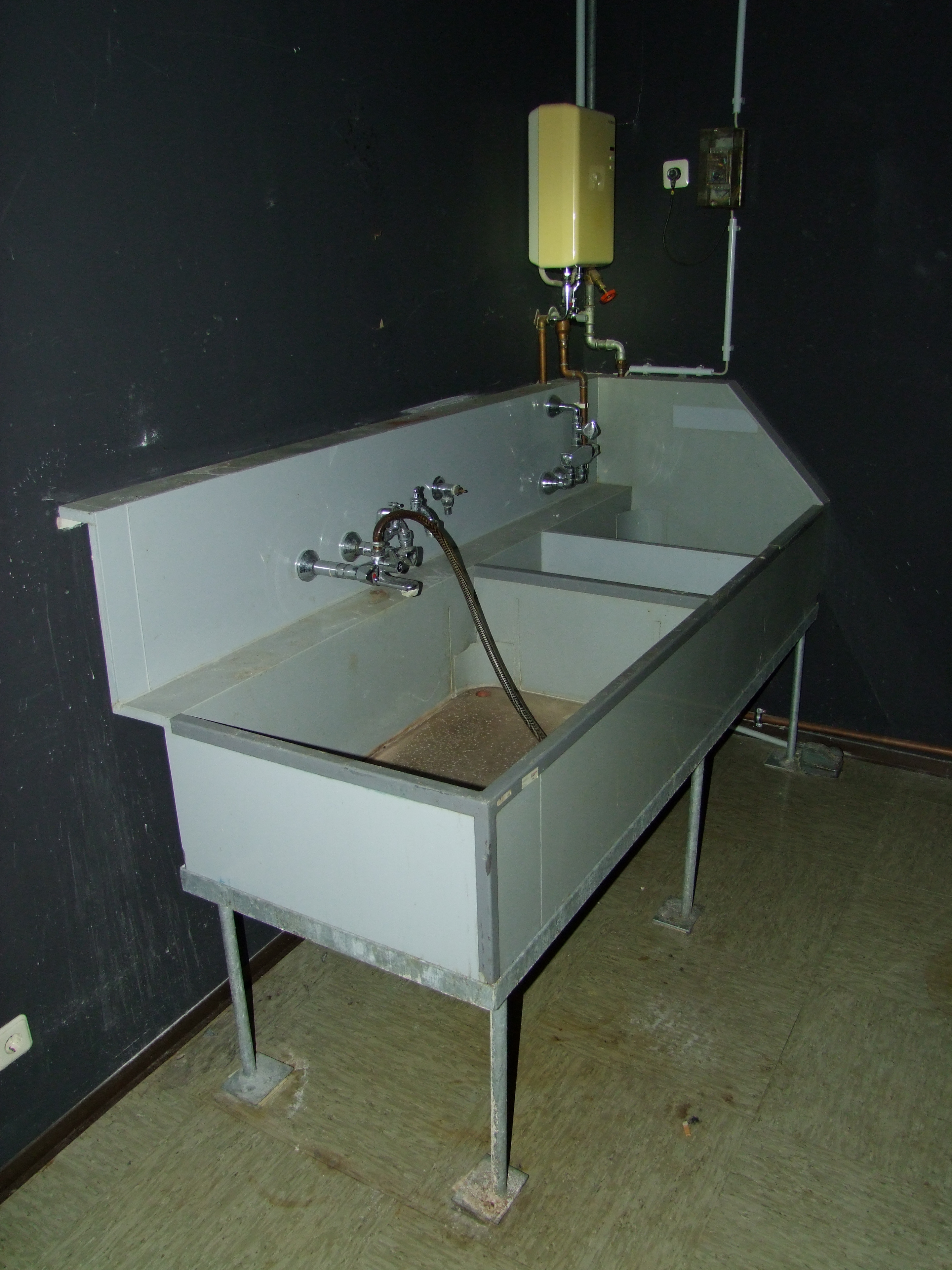
تشت تاریکخانه و سیستم تنظیم دمای مایعات

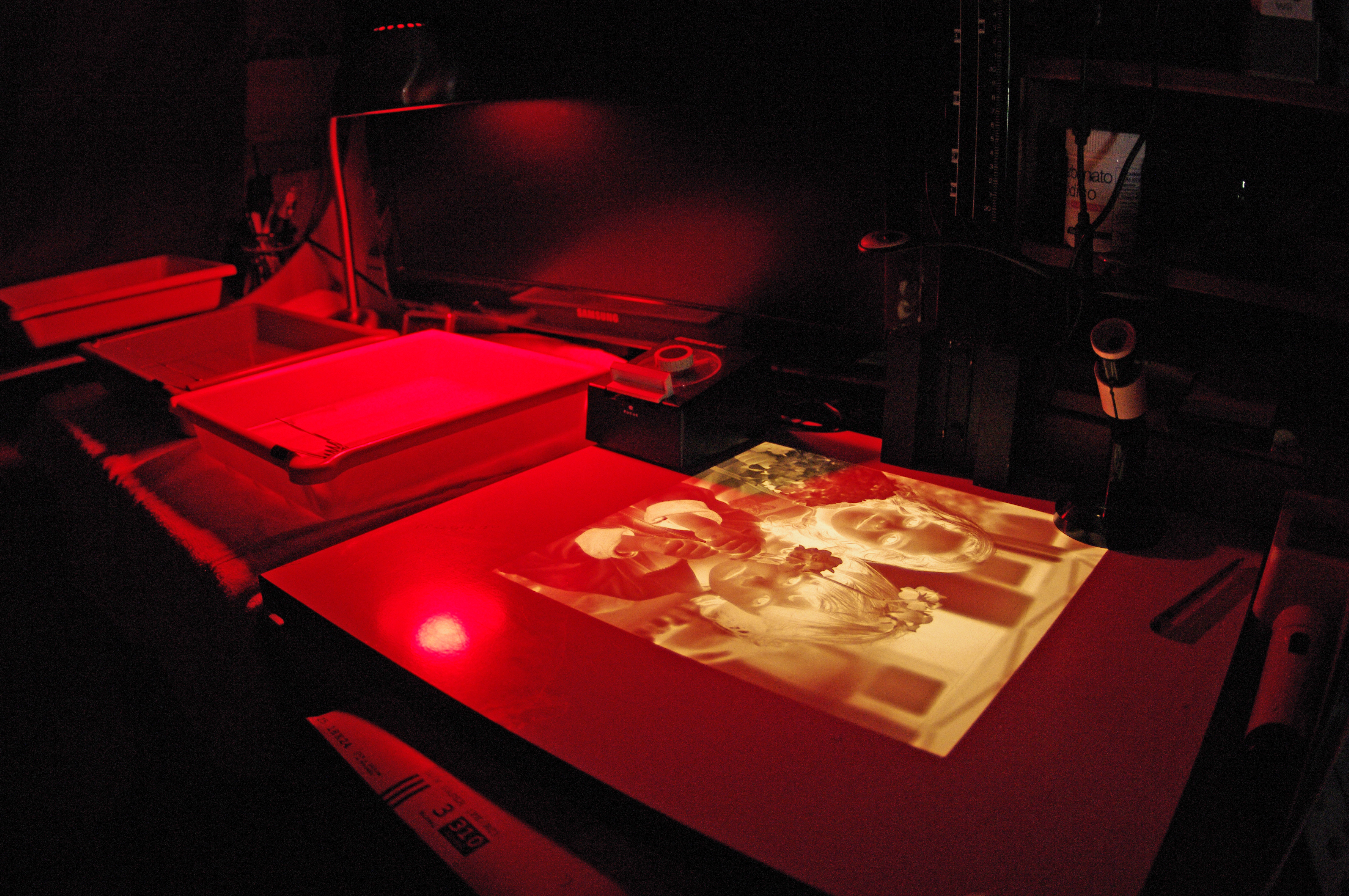
تاریکخانه و نور امن که نگاتیو و کاغذهای عکاسی در زیر آن نور قابل بازبینی است.

تاریک‌خانه محلی برای آن دسته از کارهای عکاسی (جاگذاری فیلم در کاست ها، ظهور و چاپ در تشتک و ...) است که باید در تاریکی انجام گیرند.

## امن‌بودن از نظر تاریکی
ساختمان تاریکخانه از نظر نور باید طوری امن باشد که هیچ نوری از خارج وارد آن نشود. ورودی آن باید طوری طراحی شود که در مواقع ورود یا خروج اضطرای حین عمل ظهور فیلم‌ها به مخاطره نیفتد.

## تهویه مناسب
اگر تاریکخانه دارای تهویه مناسب نباشد، وجود بخار مواد ظهور و ثبوث در روزهای گرم تابستان عملاً تاریکخانه را به یک سونای بخار تبدیل خواهد کرد. سیستم تهویه نیز باید از نظر نور دارای امنیت بالایی باشد.

## دیوارها و کف
وجود مواد اسیدی و قلیایی در داروهای ظهور و ثبوت و ... که در تاریکخانه از آنها استفاده می‌شود، لزوم قابل شست‌وشو بودن کف و دیوارهای تاریکخانه را اجباری می‌کند. این مواد علاوه بر قابل شست‌وشو بودن، باید در برابر مواد اسیدی و قلیایی نیز (از قبیل خوردگی و ...) مقاومت داشته باشند.

## روشنایی داخلی
- چراغ تاریکخانه